# Middleton (Idaho)
Middleton és una població dels Estats Units a l'estat d'Idaho. Segons el cens del 2000 tenia 2.978 habitants.

## Demografia
Segons el cens del 2000, Middleton tenia 2.978 habitants, 1.017 habitatges, i 755 famílies. La densitat de població era de 653,3 habitants/km².
Dels 1.017 habitatges en un 43,8% hi vivien nens de menys de 18 anys, en un 57,6% hi vivien parelles casades, en un 11,6% dones solteres, i en un 25,7% no eren unitats familiars. En el 18,5% dels habitatges hi vivien persones soles el 6,9% de les quals corresponia a persones de 65 anys o més que vivien soles. El nombre mitjà de persones vivint en cada habitatge era de 2,93 i el nombre mitjà de persones que vivien en cada família era de 3,35.
Per edats la població es repartia de la següent manera: un 34,2% tenia menys de 18 anys, un 10,4% entre 18 i 24, un 31,9% entre 25 i 44, un 15,8% de 45 a 60 i un 7,7% 65 anys o més.
L'edat mediana era de 28 anys. Per cada 100 dones de 18 o més anys hi havia 94,9 homes.
La renda mediana per habitatge era de 32.665 $ i la renda mediana per família de 34.734 $. Els homes tenien una renda mediana de 27.298 $ mentre que les dones 20.792 $. La renda per capita de la població era de 12.447 $. Aproximadament el 7,5% de les famílies i el 10,4% de la població estaven per davall del llindar de pobresa.

## Poblacions més properes
El següent diagrama mostra les poblacions més properes.